# بهروز نقدي بيك
بهروز نقدي‌بيك (1958-2019) كان العقيد الطيار لطائرة إف-4 فانتوم الثانية وداسو ميراج إف1 التابعة لسلاح الجو القوات المسلحة للجمهورية الإسلامية الإيرانية.
إلى جانب حسين خليلي، كان أحد أصغر الطيارين المقاتلين في القوة منذ بداية الحرب العراقية الإيرانية. كانت سمعته الرئيسية هي المشاركة في الحرب العراقية الإيرانية من خلال 44 عملية ناجحة بالإضافة إلى إدارة مشروع داسو ميراج إف1 التشغيلي، الذي تم إحضاره إلى إيران في حرب الخليج الأولى. أطلق على نقدي بيك لقب الأب الروحي لشركة ميراج إيران.

## خلفية
ولد نقدي بيك في طهران عام 1958 والتحق بالقوات الجوية عام 1976. أمضى فترة تجريبه بنجاح في الولايات المتحدة بطائرات سيسنا تي-37 تويت وسيسنا تي-41 ميسكاليرو ونورثروب تي-38 تالون وعاد إلى البلاد قبل فترة وجيزة من الثورة. حيث تدرب في الكتيبة 11 من قاعدة صيد مهر أباد الأولى كطيار قاذفة إف-4 فانتوم الثانية.
المعروف باسم «الأب الروحي» للميراج منذ عام 1993، طار أول طائرة ميراج بدون أي أدلة تدريب، وفي أثناء مهماته وخبراته، كتب كتاب تعليمات الطيران مع المقاتل.

## ميراج عراب
فر 24 عراقيا داسو ميراج إف1 إلى إيران خلال حرب تحرير الكويت (حرب الخليج الأولى). كما استخدمت إيران هذه المقاتلات كجزء من أضرار الحرب المفروضة واستخدمت هؤلاء المقاتلين في سلاح الجو للجيش. لم تدخل الطائرات إيران بدون أدلة وتعليمات فنية فحسب، بل لم يكن لديها جميعًا مستودعات أسلحة. لم تكن قطع غيار الطائرة متوفرة أيضًا، في حين أن مستوى تكنولوجيا ميراج لم يسمح لك بإسقاطها. لذلك، بقرار من منصور ستاري قائد سلاح الجو في جيش جمهورية إيران الإسلامية، بدأ المختصون الإيرانيون بتشغيل الطائرة دون الرجوع إلى بلد الصنع. مع إطلاق هذه الطائرات وإصلاحها، كانت طائرة ميراج F-1 جاهزة للطيران في قاعدة همدان في صيف عام 1993. أو إذا كانت هناك شروط أولية لرحلة ميراج، فسيتعين على الطيار المتمرس قبول مخاطر الطيران بهذه الطائرة غير المألوفة. في غضون ذلك، قال العقيد. تطوع بهروز نقديبك في أول رحلة له من طراز ميراج، مستخدمًا خبرته مع قاذفة ماكدونيل دوجلاس إف -4 فانتوم 2. نجح الطيار بهروز نقدي بيك بأول رحلة له مع هذا المقاتل في قاعدة النوجة الجوية في 15 أكتوبر 1993، بحضور قائد سلاح الجو بالجيش، والتي كانت بداية خدمته في الأسطول التشغيلي للجيش.

## الموت
توفي نقدي بيك مساء يوم 16 فبراير 2019 عن عمر يناهز 61 عامًا في مستشفى باقية الله في طهران.